# Spring Valley (San Diego County, Kalifornien)
Spring Valley ist ein census-designated place (CDP) im San Diego County im US-Bundesstaat Kalifornien. Das U.S. Census Bureau hat bei der Volkszählung 2020 eine Einwohnerzahl von 30.998 ermittelt. Das Gebiet hat eine Größe von 19,3 km² und befindet sich an der California State Route 94. Im Großraum um Spring Valley leben etwa 100.000 Menschen.

## Geschichte
Der Name des Ortes ist auf die Grundwasserquelle zurückzuführen, die sich dort befindet. Über mehrere Jahrtausende hinweg lebten die Stämme der Kumeyaay-Indianer dort, ehe sie von spanischen Eroberern vertrieben wurden. Diese nannten den Ort zunächst El aguaje de San Jorge, zu deutsch St. George's Spring und nutzten das Areal für die Viehzucht.
1863 reichte der Richter Augustus S. Ensworth aus San Diego einen Anspruch auf ein Gebiet von 160 Acres, etwa 650.000 Quadratmeter, ein, auf dem sich auch die Wasserquelle befand. Die Farm sowie das Lehmsteinhaus, das er dort errichten ließ, wurden im Laufe der folgenden Jahrzehnte erst an Rufus King Porter und schließlich an den Historiker Hubert Howe Bancroft verkauft. Die bis heute erhaltenen Gebäude sind als wichtige Plätze der amerikanischen Geschichte als National Historic Landmarks eingetragen.

## Demographie
Beim Census 2000 wurden in Spring Valley 26.663 Einwohner gezählt, die sich auf 9129 Haushalte und 6901 Familien aufteilten. Die Bevölkerungsdichte entsprach etwa 1424 Einwohnern pro Quadratkilometer. 68 % der Einwohner waren Weiße, 10 % Afroamerikaner, 5 % Asiaten, 1,5 % waren Indianer oder Pazifische Insulaner, 10 % entstammten anderen Rassen und 6 % hatten zwei oder mehr Ethnizitäten.
Der Census 2010 ergab eine Steigerung der Population auf 28.205, die sich wie folgt auf verschiedene Ethnizitäten aufteilte: 16.781 (59,5 %) Weiße, 9196 (32,6 %) Hispanics, 3131 (11,1 %) Afroamerikaner, 1660 (5,9 %) Asiaten, 237 (0,8 %) Indianer, 236 (0,8 %) Pazifische Insulaner, 4332 (15,4 %) andere Rassen und 1828 (6,5 %) mit zwei oder mehr Ethnizitäten. Das durchschnittliche Alter betrug 35 Jahre.

## Berühmte Bewohner
- Reggie Bush (* 1985), Football-Spieler der Detroit Lions
- Nick Cannon (* 1980), Schauspieler, Comedian und Rapper
- Cory Littleton (* 1993), Footballspieler